# HNLMS K XII
Le HNLMS K XII ou Zr.Ms. K XII (Pennant number: N61) est un sous-marin de la classe K XI en service dans la Koninklijke Marine (Marine royale néerlandaise) pendant la Seconde Guerre mondiale.  

## Historique
Comme tous les autres sous-marins de la série K, le K XII a été acheté par le ministère néerlandais des Colonies en tant que patrouilleur pour les Indes néerlandaises.
Le K XII a été commandé le 3 septembre 1921 et déposé à Rotterdam au chantier naval de Fijenoord le 9 janvier 1923. Le lancement a eu lieu le 15 juillet 1924. Le 19 mai 1925, le bateau est mis en service dans la marine néerlandaise.
En septembre 1926, le K XII quitte Den Helder pour les Indes orientales néerlandaises. Le 6 septembre 1938, il participe à une revue de la flotte à Surabaya. Le spectacle a été organisé en l'honneur de la Reine Wilhelmina des Pays-Bas en l'honneur du quarantième anniversaire du règne de la Reine à la tête de l'Etat des Pays-Bas. Plus de vingt navires de la marine ont participé à la revue et l'un des six sous-marins présents.

### Seconde Guerre mondiale
Pendant la Seconde Guerre mondiale, de septembre 1939 à décembre 1941, le K XII fait partie des opérations visant à faire respecter la neutralité des Indes orientales néerlandaises
Fin 1941, le K XII est affecté à la 2e division de la flottille de sous-marins dans les Indes néerlandaises. Outre la K XII, le K X, le K XI et le K III sont affectés à la 2e division.
Le K XII effectue plusieurs patrouilles dans la mer de Chine méridionale et dans les eaux autour des Indes orientales néerlandaises et de l'Australie. Seule la patrouille effectuée du 7 au 16 décembre 1941 dans la mer de Chine méridionale a été couronnée de succès. Selon des sources américaines, le K XII a coulé ou endommagé le cargo japonais Toro Maru (1 939 tonneaux) le 12 décembre. Des sources japonaises citent le navire de transport de troupes Awajisan Maru (9 794 tonnes) comme cible. Des sources néerlandaises font état d'un navire d'environ 8 000 tonnes comme cible, mais ne donnent aucun nom. Un jour plus tard, le 13 décembre, il coule le pétrolier japonais Taizan Maru (3 525 tonneaux).
Le 6 mars 1942, le K XII s'enfuit de Surabaya avant l'invasion des forces japonaises, emmenant avec lui le commandant naval de Surabaya, Pieter Koenraad, et son état-major. Le navire arrive en Australie le 20 mars. Le sous-marin effectue des patrouilles pour le service de renseignement néerlandais, y compris le débarquement d'espions sur la côte de Java, et de juin 1943 à mars 1944, le K XII fonctionne sous commandement américain et participe à des exercices anti-sous-marins avec des navires de guerre australiens et d'autres alliés au large de Fremantle.
Le 5 mai 1944, le bateau a été payé et vendu en 1945.

### Attraction touristique australienne
Le K XII est devenu une attraction touristique au Luna Park Sydney et au Manly Fun Pier. Après une tempête en juin 1949, le sous-marin est remorqué vers des eaux moins exposées, mais le câble de remorquage se rompt et le sous-marin dérive à terre à Fairlight (en). Il y reste pendant 18 mois avant d'être récupéré et découpé pour la ferraille en 1951.

## Commandants
- Luitenant ter zee 1e klasse (Lt.Cdr.) Martinus Albert Johan Derksema du 29 juillet 1939 au 20 septembre 1941
- Luitenant ter zee 1e klasse (Lt.Cdr.) Henry Christophe John Coumou du 20 septembre 1941 au 15 juillet 1942
- Luitenant ter zee 2e klasse (Lt.) Theodoor Brunsting du 15 juillet 1942 au 6 mars 1944
- Luitenant ter zee 2e klasse (Lt.) Baron Johan Hugo Mackay du 6 mars 1944 au 8 mai 1944

## Palmarès
| Date             | Nom                             | Nationalité | Type                                             | Tonnage                     | Destin             |
| ---------------- | ------------------------------- | ----------- | ------------------------------------------------ | --------------------------- | ------------------ |
| 12 décembre 1941 | Toro Maru ou Awajisan Maru ou ? | Japon       | Cargo ou Navire de transport de troupes ou Cargo | 1 939 ou 9 794 ou +/- 8 000 | Coulé ou endommagé |
| 13 décembre 1941 | Taizan Maru                     | Japon       | Pétrolier                                        | 3 525                       | Coulé              |

- Selon les sources américaines ou japonaises ou néerlandaises